# Tortuga llaüt
La tortuga llaüt o tortuga de cuir (Dermochelys coriacea) és la més gran de les set espècies actuals de tortugues marines i de tortugues en general, i arriba a una longitud de 2 metres i a un pes de més de 600 quilos. No té una veritable closca dura, però el seu dors està protegit per una mena de cuirassa de pell endurida amb aspecte de cuir. És l'únic representant actual del grup Dermochelyoidae, el clade de les tortugues amb dors amb aspecte de cuir, conegut també per diverses espècies fòssils, amb tortugues gegants com l'archelon. La tortuga llaüt es troba en tots els oceans del planeta, però està greument amenaçada per les xarxes de pesca, la contaminació i la urbanització del litoral. Figura en la llista de la Unió Internacional per a la Conservació de la Natura (UICN) de les espècies en vies de desaparició i és objectiu de convenis internacionals i de programes internacionals de protecció i de conservació.

## Morfologia

Disposició de les crestes en el dors de la tortuga llaüt. En negre, la cresta vertebral; en blau, verd i roig, les crestes laterals

El tret més remarcable és l'absència visible d'una cuirassa dura, al contrari del que passa en la majoria de les altres tortugues. En la tortuga llaüt només hi ha vestigis de l'estructura òssia. El dors de l'animal presenta set crestes: la del mig és la «cresta vertebral», les altres sis són les «crestes laterals».
La tortuga llaüt pot pesar fins a 600 kg, i mesurar fins a 2 m.
Com les altres tortugues marines, la tortuga llaüt és incapaç de replegar-se a dins la seva cuirassa.
Una tortuga llaüt pot viure més de 50 anys.
Se l'ha vist submergida fins a 1.300 metres de fondària i durant 4.938 segons (més de 80 min).
La tortuga llaüt és la més gran de totes les tortugues actuals i molt diferent de la resta, tant en la seva aparença com en la fisiologia. Té una closca llisa i fosca, amb crestes que la recorren des del cap fins a la cua. Aquesta closca no està formada per escuts ossis, sinó que està feta de teixit connectiu tou (d'aquí el nom de tortuga de cuir que se li dona de vegades). En la closca, no s'observa el plastró ni l'afilat de la vora lateral, només una suau corba que dona una aparença semicilíndrica a l'animal. Aquesta forma, que recorda vagament l'instrument musical, és la que li ha donat el nom de tortuga llaüt.
Les aletes davanteres de la tortuga llaüt són molt més llargues que en totes les altres tortugues, tant proporcionalment com en grandària bruta. En els individus adults, la distància de punta a punta pot ser de fins a 270 centímetres.
El bec ha desenvolupat una forma de ganxo per ajudar la tortuga llaüt a mossegar meduses, i la seva gola té barbes apuntant cap a dins que l'ajuden a empassar-les.

## Distribució
Les tortugues llaüt viuen en gairebé tots els oceans del món, aventurant-se molt més al nord o sud que altres tortugues marines gràcies al seu peculiar sistema de regulació de la temperatura corporal.
En els mesos d'estiu, les tortugues llaüt són més comunes a la zona que va des del golf de Maine al nord fins a Florida al sud. Han estat observades també al nord del golf de Sant Llorenç, al Canadà. Les tortugues llaüt de l'oceà Pacífic són més vistes sovint a les illes Hawaii, on se sap que es congreguen al nord de l'arxipèlag. Quan s'aproxima l'hivern, es dirigeixen al sud, al mar Carib i a les zones costaneres d'Amèrica del Sud i Àfrica, on es troben amb les tortugues procedents d'Europa. En aquest últim lloc, gràcies al corrent del golf, s'aventuren encara més al nord durant els mesos estiuencs, i han arribat a ser vistes de manera esporàdica enfront de les costes de Noruega i al mar Bàltic. Les poblacions de l'est d'Àsia emigren cap a les costes d'Indonèsia, Austràlia i l'oceà Índic. Gràcies a recaptures, es coneix que aquesta espècie de tortuga realitza migracions transoceàniques, per exemple individus marcats a Gabon, Àfrica, han estat recapturats en aigües de l'oceà Atlàntic sud-occidental.
Les tortugues prefereixen aigües profundes, però s'agrupen més sovint quan arriben a terra. A l'estiu, són vistes sovint prenent el sol a prop de la superfície, particularment a l'estuari de Long Island, on han estat ferides de vegades en col·lidir amb les hèlixs dels vaixells.
Es pot veure aquesta tortuga en tots els oceans del món i arriba fins a més enllà de la latitud 60° nord, és a dir, fins al cercle polar àrtic. Es fan estudis sobre la seva migració.
Com la major part de les tortugues marines només s'aventura a terra per pondre ous.

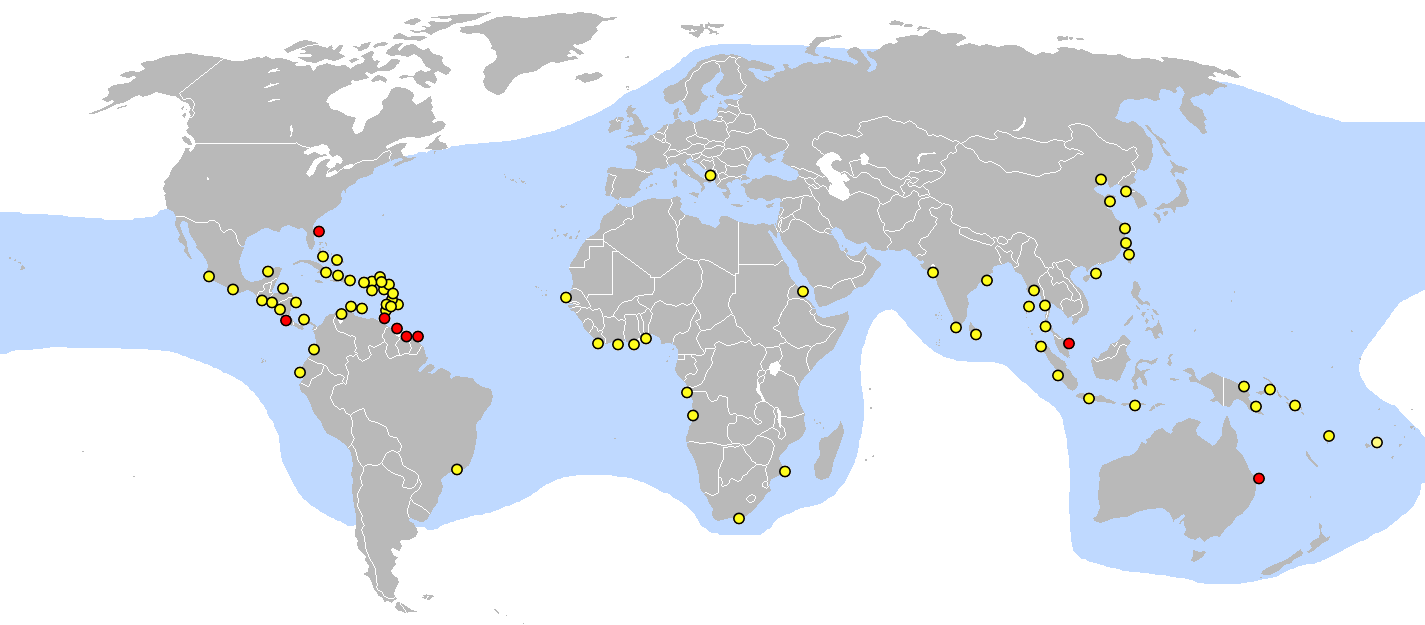
Distribució de llocs de posta
Fons blau : presència de tortugues llaüt
Punt groc : llocs de posta secundaris
Punt roig : llocs de posta principals
- Austràlia (Queensland)
- Costa Rica
- Estats Units (Florida)
- Guaiana
- Guaiana Francesa
- Malàisia
- Surinam
- Trinitat i Tobago (Illa Trinitat)

Nombrosos llocs de posta abans molt freqüentats, ara ja no ho són, com Sicília, Turquia, Líbia o Israel-Palestina.
Si la morfologia o els colors de les tortugues llaüt no permeten diferenciar-les en grups regionals, l'anàlisi de l'ADN marca les diferències entre si, entre les que són del Pacífic oest, Pacífic est i de l'Atlàntic.
El maig de 2009, es va donar a conèixer el descobriment al Gabon (Àfrica) de la major concentració de tortugues llaüt del món; està formada per un total d'entre 15.000 a 41.000 femelles. L'estudi va ser portat a terme per la Universitat d'Exeter i el WCS (Wildlife Conservation Society), entre d'altres

## Alimentació i migració
Aquesta espècie fa viatges de milers de quilòmetres i s'alimenta principalment de meduses. S'orienten amb l'ajut del camp magnètic. Aquesta tortuga abandona cada any les aigües tropicals per anar a les aigües polars seguint el corrent del golf. Pot submergir-se llarg temps gràcies, en part, a l'extracció de l'oxigen de l'aigua amb les seves llargues papil·les situades a la gorja i a la recuperació d'oxigen dissolt en alguns dels seus teixits.
Si bé la medusa és la major part del seu aliment, també pot menjar peixos, crustacis i calamars, garotes i algues. Pot menjar cada dia una quantitat de meduses equivalent al seu propi pes, fins a 50 individus de la medusa gran Rhizostoma pulmo. La tortuga llaüt, doncs, té un paper crucial en el manteniment de l'equilibri ecològic i també econòmic. En efecte, tot consumint meduses, en redueix el nombre i, així, aquestes no es mengen els peixos petits i augmenta la pesca. A causa de la naturalesa transparent de les seves preses, les tortugues llaüt sovint s'asfixien menjant trossos de plàstic a la deriva. S'han trobat exemplars morts amb bosses de plàstic, peces de plàstic dur i fil de pescar a l'estómac.

## Reproducció

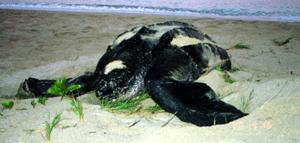
Tortuga llaüt arribant a la platja per fer la posta

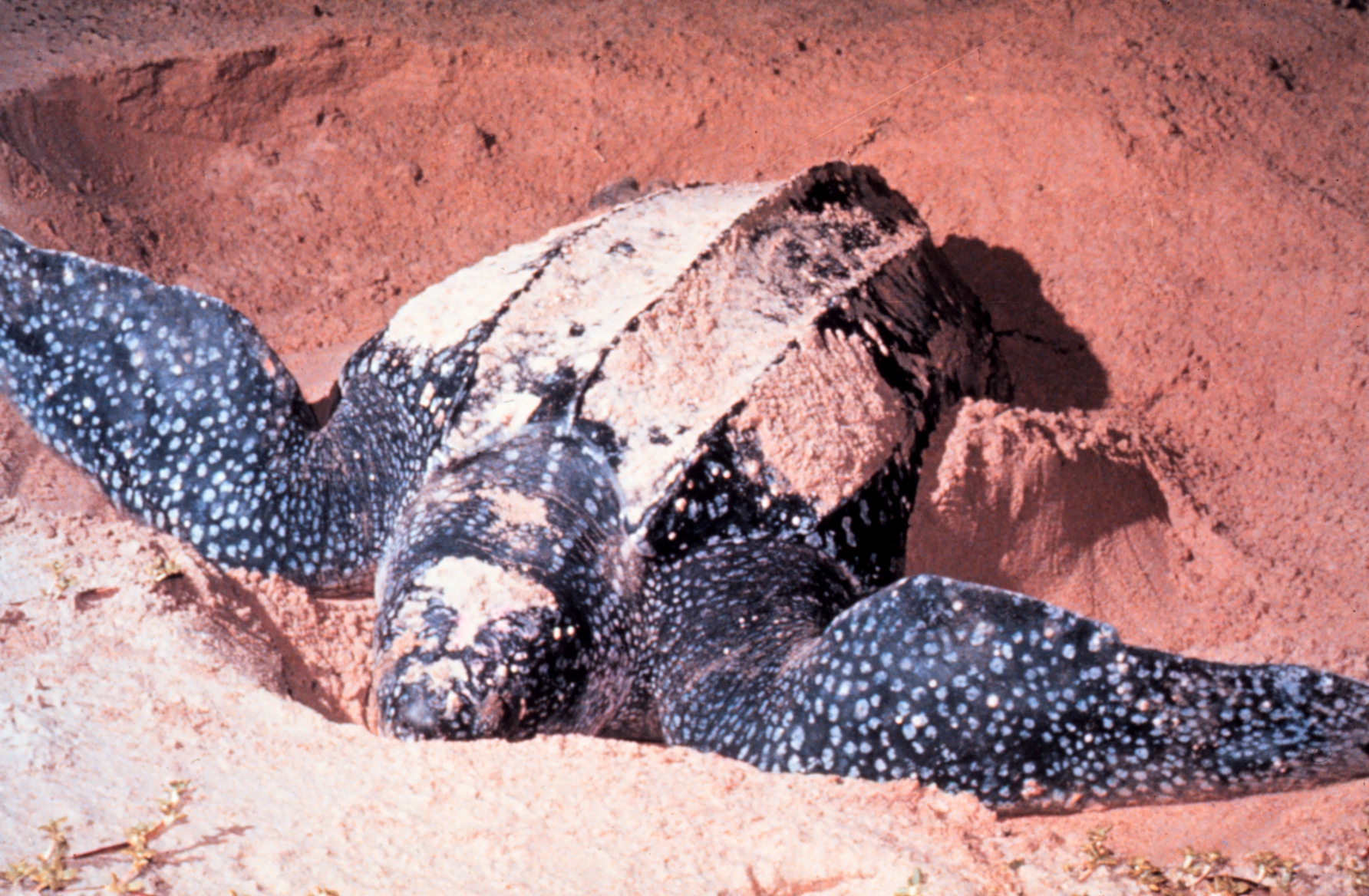
Tortuga llaüt excavant el niu

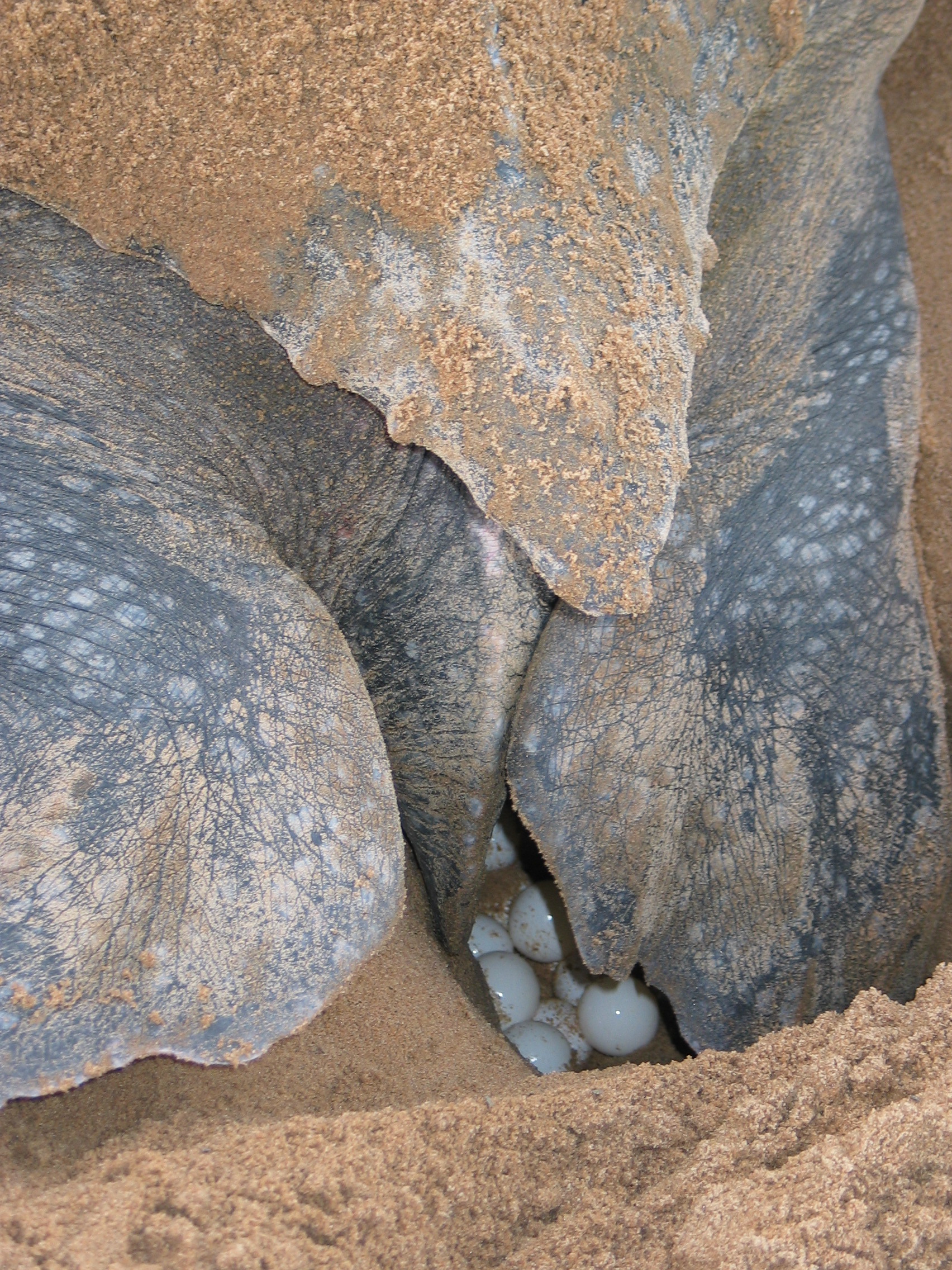
Tortuga llaüt ponent

Les tortugues llaüt s'aparellen al mar. Els mascles mai abandonen l'aigua una vegada que hi entren com a cries. Les femelles s'aparellen cada tres o quatre anys, tornant a les platges on elles mateixes van néixer per dipositar-ne els ous. Una femella pot deixar fins a cent ous en cada deposició. L'interval entre una posta i la següent és d'uns nou dies. El primer aparellament es produeix després que la tortuga hagi complert deu anys.
Després de trobar una femella (que possiblement traspua una feromona per mostrar la seva disponibilitat reproductiva), la tortuga llaüt mascle fa moviments del cap, tocs amb el musell, mossegades o moviments de les aletes per determinar la seva receptivitat. Les tortugues marines es troben sovint amb dificultats i de vegades, fins i tot, fan perilloses maniobres quan intenten reproduir-se. El mascle ha de muntar la femella des de darrere i pujar a sobre amb la finalitat de poder copular, però de vegades les closques obstrueixen aquest procés. L'aparellament pot també tornar-se perillós quan el mascle està tan desesperat per aconseguir aparellar-se que passa massa temps sota l'aigua, i després de la trobada amb la femella, pot passar fins a una altra hora sense prendre aire. La fertilització és interna, i és normal que diversos mascles s'aparellin amb una sola femella. Aquest comportament pot haver evolucionat per assegurar-se contra la infertilitat masculina, eliminant l'excés d'esperma de baixa qualitat i permetent a la femella seleccionar-ne el millor, a més d'incrementar la variabilitat genètica de la descendència. No obstant això, els estudis han demostrat que la poliàndria en les tortugues marines, en realitat, redueix l'èxit de la fertilització.
La divisió de la cèl·lula comença unes hores després de la fertilització, però el desenvolupament és suspès durant l'etapa de gàstrula per moure i embolicar les cèl·lules embrionàries fins que els ous són dipositats. El desenvolupament es reprèn aviat, però els embrions continuen sent extremadament susceptibles de morir en els nius pel moviment de l'ou fins que les membranes es desenvolupen completament durant els primers 20-25 dies d'incubació, quan la diferenciació estructural del cos i dels òrgans (organogènesi) prossegueix.
Les platges d'implantació han d'estar cobertes de sorra tova i tenir una zona d'aigua costanera poc profunda. Això es deu al fet que les seves toves closques es danyen fàcilment amb les roques dures. Això és una font de vulnerabilitat per a les tortugues llaüt a causa que aquestes platges són susceptibles d'erosionar-se. Les femelles excaven un niu sobre la línia de la marea alta amb les aletes i només fan les deposicions a la nit, ja que la calor del dia augmenta la temperatura corporal que han de mantenir per sobre del seu límit i pot resultar perillós. Llavors comencen a dipositar els ous, i produeixen uns 110 ous, dels quals 70 són més llargs i fèrtils, i els 40 restants més petits i estèrils. Aquests 40 ous restants serveixen a la resta com a amortidors i protecció i són dipositats amb aquest únic propòsit, i és l'única espècie de tortuga que fa això. Les femelles cobreixen acuradament el niu, assegurant que estigui ben camuflat enfront dels depredadors amb una capa de sorra.
Els ous s'incuben durant 60 dies. Igual que altres rèptils, la temperatura ambient del niu determina el sexe de les cries. Els ous s'obren mentre continuen sota la sorra i, totes juntes com un de sol, després del vespre, les cries caven el seu camí cap a la superfície i segueixen la seva cursa fins al mar. Una vegada que les cries aconsegueixen arribar a l'oceà, no tornen a veure la platja normalment fins a arribar a la maduresa sexual. Poques cries sobreviuen a aquest misteriós període per convertir-se en adultes. Moltes són devorades per aus i, fins i tot, per altres rèptils abans que tinguin l'oportunitat de submergir-se a l'aigua. Quan les llums de les ciutats són visibles des de la zona d'implantació, les cries de tortuga llaüt són atretes per les llums i s'allunyen del mar. Moltes d'aquestes cries es perden, són atropellades pel trànsit rodat o moren d'altres formes.
Les tortugues llaüt atlàntiques nien entre febrer i octubre segons les zones. S'han documentat postes de tortuga llaüt a Lanzarote (illes Canàries), però les seves platges preferides són les de la desembocadura del riu Marowijne de Guyana, Bigi Santi (Surinam), Quintana Roo, Illa de Culebra (Puerto Rico), Laguna Jalova i Naranjo a Costa Rica, Terenganú (Malàisia), així com Mexiquillo, Terra Colorida, Chacahua i nombroses platges més de Mèxic. Mexiquillo és, probablement, la major àrea d'implantació d'aquesta espècie al món, mentre que Terenganú es redueix cada any a causa de la pressió humana, fins al punt que hi ha hagut temporades en què no s'han vist arribar tortugues llaüt a Malàisia, tot i ser històricament la zona asiàtica més freqüentada per aquests animals.
En el Pacífic americà, el principal lloc de nidificació n'és Platja Gran (Costa Rica), ubicada al Parc Nacional Marí Las Baulas, a la província de Guanacaste. S'ha demostrat que existeix un corredor biològic marí d'aquests rèptils en el Pacífic, que abasta 7.000 km de viatge, en una travessia que inclou Costa Rica com a lloc de fressa, després les Illes Galápagos a l'Equador (on descansen per continuar la travessa, però no fresen) i finalment, Amèrica del Sud, on la ruta es ramifica.

## Estat de conservació
Als Estats Units, la tortuga llaüt ha estat classificada com en perill al llarg de tota la seva distribució des de 1970. Se l'ha inclosa també en la Convenció sobre el Comerç Internacional d'Espècies Amenaçades (CITES). Això fa que sigui il·legal ferir o matar aquestes tortugues.
Les tortugues llaüt adultes són grans animals, no particularment vulnerables als depredadors. Els ous i les cries nounades, en canvi, són les que corren més perill de totes. Aus, gossos i altres depredadors oportunistes han estat vistos excavant-ne nius i consumint ous. Les cries són també vulnerables en el trajecte des del niu fins al mar. Quan entren a l'aigua, es converteixen en preses de molts nous depredadors i molt poques sobreviuen fins a l'edat adulta.
L'activitat humana amenaça les tortugues llaüt de moltes maneres. Creient-los oblidats, els ous són recollits per la gent a Puerto Rico, les illes circumdants i probablement en altres llocs. La remodelació de les platges pot pertorbar o destruir el particular tipus d'hàbitat que les tortugues de cuir necessiten per niar, i els llums del progrés poden causar que les cries s'allunyin del mar en lloc d'anar cap a aquest. L'ús humà de les platges pot destruir nius i postes o enterrar ous a massa profunditat perquè les cries puguin emergir. Finalment, els humans poden danyar les femelles nidificants moguts per la curiositat.
Mentre els adults estan al mar, les seves majors amenaces procedeixen per complet dels humans. Les ingestions de plàstics, cautxú, quitrà, oli de motor i altres productes sintètics poden matar una tortuga llaüt adulta o danyar-la seriosament. Moltes han estat ferides per col·lisions amb embarcacions, especialment en aigües poc profundes. L'equip associat a la pesca comercial, inclosos fils, xarxes, cordes i cables, poden embullar-se en les tortugues adultes i ofegar-les. Tot i que els "dispositius d'exclusió de tortugues" són obligatoris per a les xarxes, sovint fallen quan es tracta de permetre que un animal de la mida d'una tortuga llaüt adulta n'escapi. El NOAA estima que al voltant de 640 tortugues llaüt adultes són mortes cada any per les empreses de pesca comercial.
Les xarxes són posades deliberadament per capturar altres espècies de tortugues marines en algunes àrees de Puerto Rico. Tot i que no estan pensades per a les tortugues llaüt, algunes en són capturades ocasionalment. Aquesta pràctica és il·legal, però continua realitzant-se. A Nova Guinea, les tortugues llaüt es cacen regularment com a aliment.